# Печє
Печє (словен. Pečje) — поселення в общині Севниця, Споднєпосавський регіон, Словенія. Висота над рівнем моря: 299,2 м.